# NGC 2987
NGC 2987 (również PGC 27981 lub UGC 5220) – galaktyka spiralna (Sab), znajdująca się w gwiazdozbiorze Sekstantu. Odkrył ją Édouard Jean-Marie Stephan 25 marca 1884 roku.